# Andre Gurode
Andre Bernard Gurode (* 5. März 1978 in Houston, Texas) ist ein ehemaliger US-amerikanischer American-Football-Spieler auf den Positionen des Guards und Centers.

## Spielerlaufbahn

### Collegelaufbahn
Der athletische Gurode spielte bereits auf der High School in seiner Geburtsstadt American Football. Nach seinem Schulabschluss studierte er an der University of Colorado at Boulder und spielte für die Colorado Buffaloes American Football. Mit seiner Mannschaft zog er in zwei Bowl Spiele ein. 1999 konnten die Buffalos den Inside.Com Bowl gegen Boston College mit 62:28 gewinnen. 2002 ging der Fiesta Bowl mit 16:38 gegen die University of Oregon verloren. Gurode erlitt in diesem Spiel eine Knieverletzung. Nachdem ihm ein Verband angelegt worden war, setzte er allerdings das Spiel fort. Bis zum Beginn seiner Profilaufbahn hatte er sich von seiner Verletzung wieder vollständig erholt.

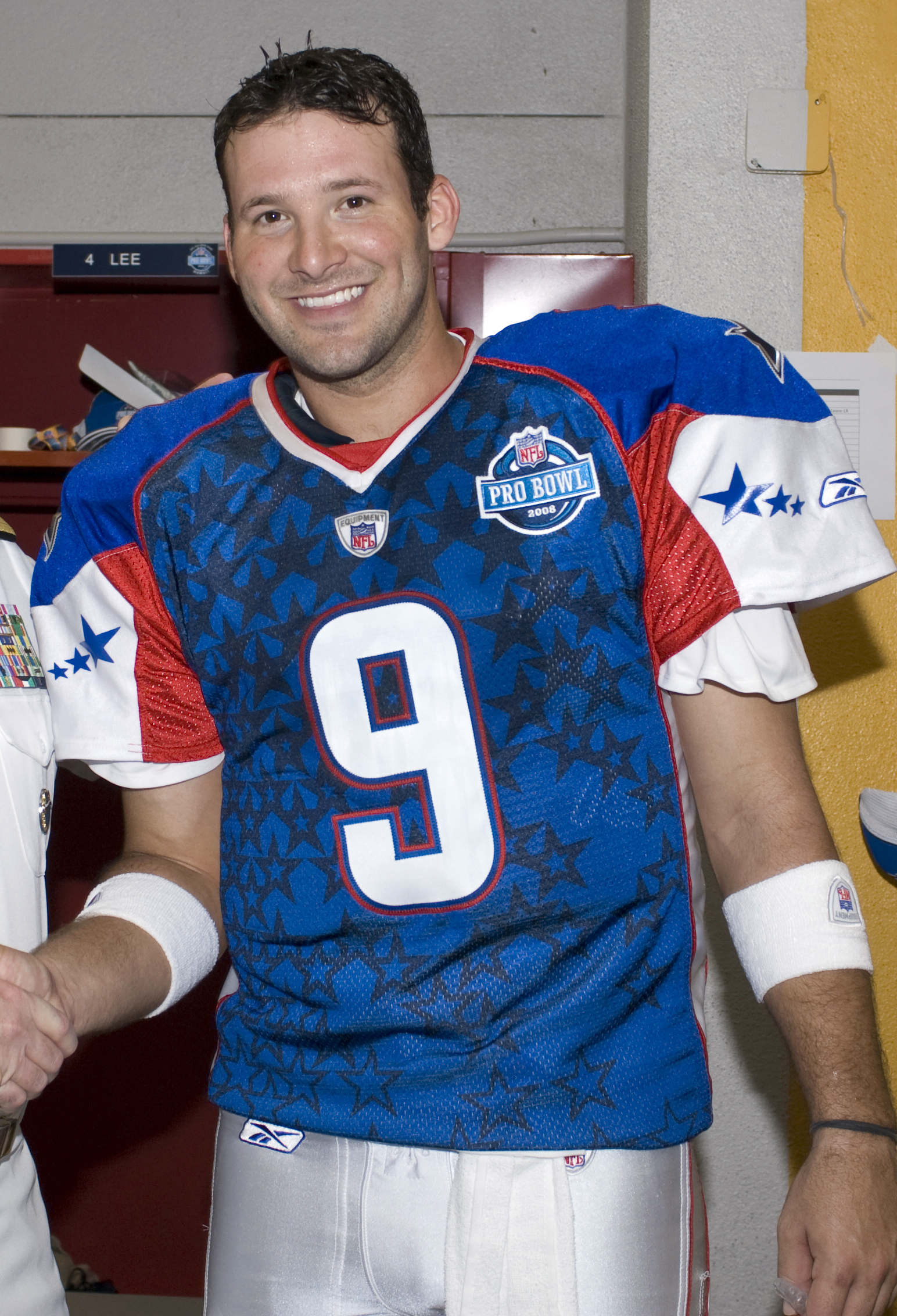
Tony Romo

### Profilaufbahn
Im NFL Draft 2002 wurde Gurode von den Dallas Cowboys in der zweiten Runde an 37. Stelle ausgewählt. Bereits in seinem ersten Jahr wurde er vom Head Coach der Mannschaft, Dave Campo, als Starter auf der Position des Centers eingesetzt, musste allerdings 2003 auf die Position eines Guards wechseln. Ab 2006 spielt Gurode permanent als Center von Quarterback Tony Romo.
Gurode entwickelte sich zu einem ausgesprochen zähen Spieler. Am dritten Spieltag in der Saison 2006 wurde Gurode in einem Spiel gegen die Tennessee Titans durch seinen Gegenspieler Albert Haynesworth durch einen Tritt am Kopf verletzt. Die durch die Stollen von Haynesworth verursachte Wunde musste mit 30 Stichen genäht werden. Trotzdem stand Gurode auch eine Woche später wieder als Starter auf dem Platz. Haynesworth erhielt einen Platzverweis und eine Sperre von vier Spielen.
2006 wurde der Vertrag von Gurode zunächst um ein Jahr verlängert. Im Jahr 2007 erhielt er dann von Jerry Jones, dem Teambesitzer der Cowboys, einen Vertrag über sechs Jahre mit einem Salär von 30 Millionen US-Dollar. Gurode hat sich in den zurückliegenden Jahren mehrfach an karitativen Aktionen seines Teams beteiligt.
Zur Saison 2011 wurde er von Dallas entlassen, da sein Gehalt die Obergrenze des Teams überstieg und man sich nicht auf ein geringeres Einkommen des Pro-Bowlers einigen konnte. Daraufhin spielte Gurode ein Jahr für die Baltimore Ravens.
Nachdem die Chicago Bears 2012 ihre beiden Guards im Spiel gegen die Minnesota Vikings verloren hatten, unterschrieb Gurode dort einen Vertrag. Er wurde jedoch nach kurzer Zeit wieder entlassen.
2013 unterschrieb er bei den Oakland Raiders und spielte dort bis zum Ende der Saison.

## Ehrungen
In den Jahren 2006 bis 2010 spielte Gurode im Pro Bowl, dem Saisonabschlussspiel der besten Spieler einer Spielrunde.